# Ian Cuttler
Ian Cuttler Sala (Ciudad de México, 1971 - ibíd. 2014) fue un director de arte, fotógrafo y diseñador gráfico mexicano.

## Trayectoria
Estudió Licenciatura en Bellas Artes en el Art Center College of Design de Pasadena, California, (1991-1996). De 1991 a 1993 fue copropietario de Alebrije Estudio. En 1996, se traslada a Nueva York, donde trabajó para Sony Music de septiembre de 1996 a enero de 2006.
Como director de arte creó campañas de artes visuales para artistas como Beyoncé, Ricky Martin, Billy Joel, Mariah Carey, Julio Iglesias, Marc Anthony y Destiny's Child.
En 2000, fue nominado para el Premio Grammy a la mejor caja del paquete de grabación de Louis Armstrong: "The Complete Hot Five And Hot Seven Recordings". Fue galardonado con el premio Grammy por el Premio Grammy a la mejor presentación en caja o edición especial limitad por "The Legend" de Johnny Cash establecido en la 48a entrega Anual de Premios Grammy. En enero de 2006, dejó Sony Music para establecer su propio estudio: Ian Cuttler Photography donde trabajó con destacadas empresas.
Murió en un accidente automovilístico en Los Ángeles, California, el 23 de febrero de 2014.

## Créditos
Ian Cuttler ha recibido crédito en las siguientes grabaciones:
| Año  | Grabación                                             | Artista              | Crédito                      |
| ---- | ----------------------------------------------------- | -------------------- | ---------------------------- |
| 1997 | Greatest Hits, Vol. 3                                 | Billy Joel           | Dirección de arte            |
| 1998 | An Evening at Rao's: Songs from an Italian Restaurant | Varios               | Dirección de arte            |
| 1998 | Handel: Music for the Royal Fireworks                 | Jeanne Lamon         | Dirección de arte            |
| 1998 | Latin Mix USA (1998)                                  | Varios               | Dirección de arte            |
| 1998 | Liszt: Soirées de Vienne                              | Gabriela Imreh       | Fotografía                   |
| 1998 | My Life: The Greatest Hits (#1)                       | Julio Iglesias       | Dirección de arte, Diseño    |
| 1998 | The Player: Retrospective                             | David Bromberg       | Arte, Ilustraciones          |
| 1999 | Rainbow                                               | Mariah Carey         | Diseño                       |
| 1999 | The Lost Trident Sessions                             | Mahavishnu Orchestra | Diseño                       |
| 2000 | Major League Baseball Presents: M.L.B. Caliente       | Varios               | Dirección de arte            |
| 2000 | Noche de Cuatro Lunas                                 | Julio Iglesias       | Dirección de arte            |
| 2000 | Nothing But Your Love                                 | Toshi Kubota         | Dirección de arte            |
| 2000 | Purest of Pain                                        | Son by 4             | Concepción artística, Diseño |
| 2000 | Sound Loaded                                          | Ricky Martin         | Dirección de arte, Diseño    |
| 2000 | The Complete Hot Five and Hot Seven Recordings        | Louis Armstrong      | Dirección de arte, Diseño    |
| 2000 | The Greatest Hits Collection, Vols. 1, 2 & 3          | Billy Joel           | Dirección de arte, Mastering |
| 2001 | 8 Days of Christmas                                   | Destiny's Child      | Dirección de arte            |
| 2001 | Berlin Lieder: Songs of Irving Berlin                 | Irving Berlin        | Diseño gráfico               |
| 2001 | Best of Ricky Martin                                  | Ricky Martin         | Dirección de arte, Diseño    |
| 2001 | La Historia                                           | Ricky Martin         | Dirección de arte, Diseño    |
| 2002 | A Girl Can Mack                                       | 3LW                  | Dirección de arte, Diseño    |
| 2002 | Heart to Yours                                        | Michelle Williams    | Dirección de arte, Diseño    |
| 2002 | Simply Deep                                           | Kelly Rowland        | Dirección de arte            |
| 2003 | Almas del Silencio                                    | Ricky Martin         | Dirección de arte            |
| 2003 | Dangerously in Love                                   | Beyoncé              | Dirección de arte            |
| 2003 | Sings the Rosemary Clooney Songbook                   | Bette Midler         | Diseño                       |
| 2003 | Stormy Weather: The Music of Harold Arlen             | Varios               | Dirección de arte, Diseño    |
| 2003 | The Other Side of Time                                | Mary Fahl            | Dirección de arte            |
| 2004 | A Corazón Abierto                                     | Alejandro Fernández  | Dirección de arte, Diseño    |
| 2004 | Amar Sin Mentiras                                     | Marc Anthony         | Dirección de arte            |
| 2004 | Destiny Fulfilled                                     | Destiny's Child      | Dirección de arte, Diseño    |
| 2004 | Do You Know                                           | Michelle Williams    | Dirección de arte            |
| 2004 | Grammy Nominees 2004                                  | Varios               | Dirección de arte            |
| 2004 | Live & Off the Record                                 | Shakira              | Dirección de arte            |
| 2004 | Valió la Pena                                         | Marc Anthony         | Dirección de arte            |
| 2005 | Beethoven, Mendelssohn: Violin Concertos              | Nikolai Znaider      | Diseño                       |
| 2005 | Grandes Éxitos                                        | Shakira              | Diseño de empaque            |
| 2005 | Hitstory                                              | Elvis Presley        | Dirección de arte, Diseño    |
| 2005 | Love Songs: Canciones de Amor                         | Julio Iglesias       | Dirección de arte            |
| 2005 | The Legend                                            | Johnny Cash          | Dirección de arte, Diseño    |
| 2005 | Unwritten                                             | Natasha Bedingfield  | Dirección de arte, Diseño    |
| 2007 | Gabriela Imreh Plays Piano Transcriptions             | Gabriela Imreh       | Fotografía                   |
| 2008 | Dangerously in Love/Live at Wembley (CD/DVD)          | Beyoncé              | Dirección de arte            |
| 2008 | Walk This Way                                         | The White Tie Affair | Fotografía                   |
| 2009 | Cabaret (Original Broadway Cast Recording)            | Harold Hastings      | Diseño                       |
| 2009 | Gabriela Imreh Plays Bach                             | Gabriela Imreh       | Fotografía                   |
| 2009 | Vittorio Giannini: Piano Concerto; Symphony No. 4     | Daniel Spalding      | Fotografía                   |
| 2011 | Planet Pit                                            | Pitbull              | Fotografía                   |
| 2014 | Rumi Symphony Project: Untold                         | Hafez Nazeri         | Fotografía                   |

## Premios y nominaciones
- 2000 Grammy (Nominación) – Best Boxed Recording Package por Louis Armstrong: The Complete Hot Five And Hot Seven Recordings.
- 2003 Alex Award (Ganador) – Art Direction and design por Beyoncé: Dangerously in Love.
- 2006 Grammy (Ganador) – Best Boxed Or Special Limited Edition Package por Johnny Cash's The Legend box set.